# Дезінформація щодо пандемії COVID-19
Після первинного спалаху коронавірусної хвороби 2019 року (COVID-19), серед населення та в інтернеті поширилася дезінформація та конспірологічні теорії стосовно походження, поширення й інших аспектів захворювання та вірусу, що його збуджує, дій урядів, приватних компаній і окремих осіб.
Ці чутки містять найрізноманітніші твердження, зокрема щодо антропогенного походження вірусу: від розробок біологічної зброї, схем «контролю чисельності населення», комерційного проєкту зі створенням заздалегідь запатентованих вакцин тощо. Вони ширяться попри надійно встановлений факт походження вірусу SARS-CoV-2 від популяцій диких ссавців та його неконтрольованого поширення, що наносить шкоду всім країнам світу.

## Боротьба проти дезінформації
2 лютого 2020 року Всесвітня організація охорони здоров'я (ВООЗ) оголосила «масову інфодемію», посилаючись на надмірну кількість відомостей, точних та неправдивих, про вірус, які «заважають людям в пошуку надійних джерел та правильних рекомендацій, коли вони цього потребують». ВООЗ заявила, що високий попит на своєчасну та вірогідну інформацію сприяв створенню прямої цілодобової гарячої лінії ВООЗ, де її співробітники та групи в соціальних медіа, здійснюватимуть моніторинг і реагування на дезінформацію через вебсайт та сторінки соціальних медіа.
Представники Facebook, Twitter і Google заявили, що їх компанії співпрацюють з ВООЗ в боротьбі з «дезінформацією». Також Facebook, Твіттер, YouTube, LinkedIn, Microsoft, Reddit, та Google заявили, що вони співпрацюють з державними установами охорони здоров'я по всьому світу та спільно протидіють шахрайству та дезінформації про вірус. Ще у середині березня 2020 року найбільші американські інтернет-компанії та соцмережі домовилися об'єднатися у боротьбі з фейками про коронавірус. У дописі на власному блозі, Facebook заявив, що видалятиме вміст, що суперечить висновками експертів у сфері охорони здоров'я та який міститиме неправдиву інформацію про вакцину від коронавірусу, котра призводить до «неминучої фізичної шкоди».
В англійському розділі Вікіпедії вікіпроєкт «Медицина» об'єднує лікарів та науковців, які ретельно перевіряють усі факти, які додаються до статей, пов'язаних з пандемією коронавірусної хвороби.
Українські проєкти «VoxUkraine» та «StopFake» з кінця березня 2020 року співпрацюють з модераторами Facebook задля виявлення й спростування неправдивої інформації про пандемію.
У липні 2021 року блогери розповіли, що їм пропонували гроші за розповсюдження фейків. Гроші пропонувало маркетингове агентство Fazze, пов'язане з Росією. Німецький YouTuber та журналіст Мірко Дротчман розповів про це. Така ж пропозиція надійшла французькому YouTuber'у Лео Грассетом. Німецький журналіст Даніель Лауфер вияснив, що фейкові повідомлення розмістили два популярні ютубери із Індії та Бразилії. Після звернення до них за поясненням вони видалили відео і відмовилися від коментарів.
У серпні 2021 року Facebook зупинила кампанію дезінформації російського агентства про вакцини від COVID-19, організатори якої діяли з території Росії та наймали блогерів у Європі для поширення фейків. Крім Facebook та Instagram, кампанія дезінформації поширювалася на такі ресурси, як Reddit, Medium та Change.org. Facebook видалив 65 облікових записів, Instagram — 243.

## Зроблено людиною

### Китайська біологічна зброя
У січні 2020 року, BBC оприлюднила допис з дезінформацією про коронавірус, посилаючись на дві статті від 24 січня у The Washington Times, в яких стверджується, що вірус був частиною китайської програми біологічної зброї, котру засновано на базі Інституту вірусології Уханя (WIV). Пізніше «Вашингтон пост» поширила статтю, в якій спростовується теорія змови, з посиланням на американських експертів, які пояснили, чому вищеназваний китайський інститут не придатний для досліджень біологічної зброї, і що більшість країн відмовилися від біологічної зброї як марної, отже немає доказів того, що вірус був генетично сконструйований.

У лютому 2020 року сенатор США Том Коттон (R-AR), а також професор права Френсіс Бойл припустили, що вірус, можливо, був китайською біологічною зброєю, хоча, на думку багатьох медичних експертів, для цього немає жодних доказів. Радіомовник Rush Limbaugh заявив, ніби вірус, ймовірно, є «лабораторним експериментом ChiCom», і що китайці використовували вірус як зброю, котра поширює медіа-істерію навколо нього, аби нашкодити Дональду Трампу. У лютому 2020 року, The Financial Times оприлюднила допис експерта-вірусолога та провідного дослідника коронавірусу Тревора Бедфорда, який сказав, що «немає жодних доказів генетичної інженерії, які ми можемо знайти», але  «у нас є докази, що мутації [у вірусі] повністю відповідають природній еволюції». Далі Бедфорд пояснив:
Найімовірніший сценарій, заснований на генетичному дослідженні, полягає у тому, що вірус було передано кажаном іншому ссавцю, 20—70 років тому. Ця тварина-посередник, яка ще не визначена — передала його своєму першому хазяїну-людині у місті Ухань, наприкінці листопада або на початку грудня 2019 року.
29 січня вебсайт фінансових новин та блог ZeroHedge без будь-яких доказів стверджували, що вчений з інституту вірусології Уханя, створив штам COVID-19, відповідальний за спалах коронавірусу. Zerohedge поширив повні контактні дані вченого, імовірно відповідального за це, в тому числі ім'я вченого, його фото і номер телефону, пропонуючи читачам «нанести [китайському вченому] візит», якщо вони хочуть знати «що насправді спричинило пандемію коронавірусу». Пізніше Twitter назавжди припинив обліковий запис блогу, за порушення політики щодо маніпулювання на його платформі. Згодом Zerohedge виправдовувався, що стаття не стверджувала, ніби вірус був створений людиною, і що він оприлюднив лише загальнодоступні відомості про вченого.
Справжню природу SARS-CoV-2 намагалася викрити китайська вчена Лі Мен Ян , яка працювала за проєктом ВООЗ з дослідження групи випадків, подібних до ГРВІ, у грудні 2019, під наглядом Лео Пун ― керівника відділу лабораторії наук громадського здоров'я Гонконзького університету.
Перший звіт оприлюднений на платформі Zenodo  стверджував, чому SARS-CoV-2 міг бути лабораторним продуктом та як його можна було створити, дотримуючись відомих концепцій та усталених методів. Через тиждень після випуску препринт від 14 вересня був завантажений понад півмільйона разів і отримав понад 700 000 переглядів. У другому звіті була викрита масштабна наукова дезінформація щодо походження SARS-CoV-2.
Протягом десяти днів після публікації першого звіту з'явились критичні оцінки. Огляд опублікували вчені з Центр охорони здоров’я ім. Джонса Хопкінса  під керівництвом доктора Д. Гронвалла. Другу рецензію оприлюднив журнал RR: C19 (rapid reviews covid19, MIT Press) авторства групи вчених на чолі з доктором Роберт Галло. Журнал з'явився у червні 2020 року, щоби забезпечити швидкий та прозорий експертний огляд досліджень COVID-19.
У березні 2021 року вчені відповіли на критику. Майже всі твердження спростовував біохімік М Ражек (М. Raszek) з Університету Альберти, учасник багатодисциплінарної та багатоорганізаційної команди, що розроблюють нову систему виявлення SARS-CoV-2 для швидкого скринінгу населення.

### Біологічна зброя США
22 лютого офіційні особи США заявили, що Російська Федерація стоїть за постійною дезінформаційною кампанією, використовуючи тисячі облікових записів у соціальних медіа, таких як Twitter, Facebook, Instagram, щоби свідомо просувати необґрунтовані теорії змови, стверджуючи, що вірус є біологічною зброєю, виготовленою ЦРУ, і що США за допомогою вірусу веде економічну війну з Китаєм. Американський дипломат і чиновник при Державному департаменті, який в даний час виконує обов'язки помічника державного секретаря в Бюро європейських та євразійських справ Філіп Рікер заявив, що «Російська Федерація має намір сіяти розбрат і підривати американські установи та спілки зсередини» і «поширюючи дезінформацію про коронавірус, російські зловмисні актори, знову вирішують загрожувати громадській безпеці шляхом відвернення від всеохопних заходів у відповідь з боку охорони здоров'я». Російська Федерація заперечує звинувачення: «це свідомо хибна історія».
За даними американського журналу The National Interest, хоча офіційні російські канали були приглушені щодо просування американської теорії змови про біологічну зброю США, інші російські ЗМІ не поділяли стриманості Кремля. Газета «Красная Звєзда», що фінансується Міністерством оборони Російської Федерації, оприлюднила допис під назвою «Коронавірус: американська біологічна війна проти Росії та Китаю», в якому стверджується, що вірус покликаний завдати шкоди китайській економіці, послабивши хватку на наступному раунді торговельних переговорів. Ультранаціоналістичний політик і лідер Ліберально-демократичної партії Російської Федерації, Володимир Жириновський заявив в ефірі московської радіостанції, що вірус був експериментом Пентагону та фармацевтичних компаній. Політик Ігор Нікулін відвідував російське телебачення та ЗМІ, стверджуючи, що Ухань було обрано для нападу, оскільки наявність там лабораторії вірусів BSL-4, забезпечила історію звіту для Пентагону та ЦРУ про витік китайських біоекспериментів.

### Російська біологічна зброя
Теорія, заснована на вибуху, що стався 16 вересня 2019 року в приміщенні ДНЦ ВБ «Ве́ктор» у місті Кольцово поблизу Новосибірську. Представники центру заявили, що біологічних матеріалів в приміщенні вибуху не зберігалося. Цю теорію підтримав Юрій Швець (однокурсник президента РФ Путіна в інституті КДБ) в інтерв'ю 2 квітня 2020 року.
ДНЦ ВБ «Ве́ктор» є одним із найбільших у світі депозитаріїв вірусів. Зокрема, там зберігаються зразки вірусів SARS, MERS, натуральної віспи, ВІЛ, Еболи, сибірської виразки. Щонайменше, в радянські часи, напрямки роботи центру передбачали розробку біологічної зброї.

### 5G
У соцмережах розповсюджувалися різні неправдиві відомості про негативний вплив 5G на людей та природу. Це призвело до того, що кілька вишок 5G було знищено у Великій Британії. За однією з версій, випромінювання від антен нового стандарту, пригнічує імунітет і таким чином допомагає коронавірусу заражати людей. Насправді ж, нові мережі ще не розгорнуті повною мірою в жодній країні, натомість коронавірус є в державах, де ще немає мереж 5G (наприклад, Іран). Вежі підпалили в Бірмінгемі, Ліверпулі, Меллінгу і Мерсісайді. Інша ще безглуздіша версія припускає, що сам вірус можна якось передавати за допомогою технології 5G. Було пошкоджено також вишки 3G і 4G. Ютуб та фейсбук видалили матеріали, що закликають знищувати вишки і розповсюджують фейки, пов'язані із 5G. Гугл видалив із ютуб відео, де були конспірологічні матеріали, в яких пов'язували 5G та коронавірус і залишив деякі конспірологічні відео із 5G в якості «маргінального контенту» — їх можуть вилучити з пошуку й їх просування через застосунки YouTube буде призупинено.

## Вакцина та лікування

### Вакцина існує
Повідомлялося про «численні» публікації у соціальних мережах, які пропагували теорію змови, яка стверджувала, що вірус відомий і вакцина вже доступна (у лютому 2020). PolitiFact і FactCheck.org зауважували, що на той час ще не існувало вакцини проти COVID-19 (наприклад, вакцинація проти коронавірусу COVID-19 розпочалася у США лише наприкінці 2020 року ―14 грудня). У патентах, наведених у публікаціях цих соціальних медіа, посилалися на наявні патенти на генетичні послідовності та вакцини для інших штамів коронавірусу, таких як SARSr-CoV.

### Чипування
В YouTube та інших соцмережах навесні 2020 року була поширена неправдива інформація, що під час вакцинації, яку профінансує Білл Гейтс, разом з вакциною людям будуть вживляти імплантат ID2020. У соцмережах поширювали фото Білла Гейтса із написом: 
Усе просто, ми змінюємо вашу ДНК за допомогою вакцини, імплантуємо чип, робимо суспільство безготівковим, а всі ваші гроші поміщаємо у крихітну мікросхему. Тоді ви робитимете те, що ми вам скажемо, інакше ― ми вимкнемо ваш чип, і ви помиратимете з голоду, доки не станете слухняними.
Цікаво, що попри відсутність доказів, опитування YouGov, в якому взяли участь 1640 людей, показало, що 28 % американців вірять у теорію мікрочипів. Серед республіканців ця цифра складала цілих 44 %.
Білл Гейтс, дійсно, надавав допомогу для розробки вакцини та підтримував проєкт ID2020, проте ці проєкти не пов'язано.

### Навмисне поширення хвороби задля отримання надприбутків від вакцини
Щодо Білла Гейтса існує декілька теорій змов. Одна з них стверджує, що він має «патент» на коронавірус та штучно поширив коронавірус SARS-CoV2 з метою викликати пандемію, а згодом, після розробки вакцини проти коронавірусу, отримає надприбутки від продажу вакцини. Підставою для цієї теорії змови слугують деякі неточно наведені факти з перекрученою інтерпретацією. Перше, Pirbright Institute [Архівовано 14 травня 2020 у Wayback Machine.], який розташований в Англії і проводить дослідження вірусів, що викликають захворювання у курчат, дійсно у минулому отримував благодійну підтримку від Фонду Білла і Мелінди Гейтс, але діяльність Інституту не має жодного стосунку до Covid-19. По друге, автори цієї теорії змови звернули увагу на те, що Білл Гейтс через свою філантропічну фундацію зробив вагомі фінансові внески до проєктів протидії Covid-19, в тому числі щодо розробки вакцини проти цього коронавірусу. Цих інтерпретацій вистачило, аби не лише «обґрунтувати» теорію та поширити її у соціальних мережах, але й разом з іншими теоріями змови викликати велелюдні протести в Австралії та Німеччині

## За країною

### Україна
16 березня 2020 року в соцмережах розповсюдили фальшиві оголошення про нібито нічну дезінфекцію за допомогою вертольотів. 17 березня СБУ прокоментувала цей випадок і порадила перевіряти інформацію в надійних джерелах.
В українському сегменті соцмереж популярні користувачі, серед яких блогери, громадські діячі та політики, поширюють неправдиві відомості. Так у квітні-травні 2020 року поширювалися неправдиві заяви щодо інспірованості пандемії світовими лідерами та бізнесом, шкоду від ще нестворених вакцин тощо.
26.06.2020 року Київський міжнародний інститут соціології опублікував опитування методом телефонних інтерв'ю на основі випадкової вибірки мобільних телефонних номерів, яке показало, що 66 % українських респондентів вірять у штучне походження коронавірусу. З них 37 % — обрали варіант, що коронавірус був «спеціально розроблений і навмисно поширений у світі для зменшення чисельності населення та/чи завдання шкоди окремим країнам». Ще 29 % обрали варіант, що коронавірус «зроблений штучно у лабораторії, але його поширення у світі було випадковістю».
У вересні 2021 року оприлюднено дані — понад 56 % українців, опитаних соціологами у серпні (Фонд «Демократичні ініціативи» ім. Ілька Кучеріва спільно з Центром політичної соціології за фінансової підтримки уряду Великої Британії), заявили що не мають наміру робити щеплення від коронавірусу і вважають, ніби можна захиститися лише миючи руки і дотримуючись відстані. Ці показники одні з найвищих у світі порівняно з сусідніми державами, де наявні дані таких опитувань. Лише 23,4 % опитаних українців, вважали вакцинацію дієвим засобом захисту від коронавірусу.

#### Тимчасово непідконтрольні території
За даними СБУ, було виявлено кількісні замовчування і викривлення даних про поширення коронавірусу терористами з ОРДЛО фактів захворювання людей на тимчасово окупованій території, зокрема, про 13 померлих з усіма симптомами COVID-19 у Луганську та Кадіївці. Дані факти були кваліфіковані прокуратурою за статтею 438 (порушення законів та звичаїв війни) Кримінального кодексу України.
18 травня 2020 року, СБУ заявила про викриття 370 агітаторів щодо фейків про коронавірус в інтернеті, також було заблоковано майже 2,5 тис. спільнот із мільйонною аудиторією та розпочала кримінальні провадження щодо 17 агітаторів.

### Польща
26 квітня 2020 року Польща повідомила про інформаційну атаку. Невідомі атакували деякі новинні та військові сайти. Вони розповсюджували антиамериканську інформацію, подібну до тої, яку розповсюджує Російська Федерація. Польща розслідує цей випадок і оголосить підсумки згодом.